# Sunburst Lake
Der Sunburst Lake ist ein kleiner See im Mount Assiniboine Provincial Park in der kanadischen Provinz British Columbia.

## Lage
Der kleine, neun Meter tiefe See liegt auf einer Höhe von 2.223 Metern, in der Southern Continental Ranges, einer Teilkette der Kanadischen Rocky Mountains. Er liegt westlich der kontinentalen Wasserscheide, westlich der Assiniboine Lodge und nördlich des Lake-Magog-Campingplatz. Er ist ein beliebtes Ziel für Tagesausflüge von der Lodge oder dem Campingplatz aus.
Im See leben Regenbogenforellen (Oncorhynchus mykiss) und wahrscheinlich auch die seltene Cutthroat-Forelle (Oncorhynchus clarki). Im Sunburst Lake wurden außergewöhnlich große Exemplare mit 75 cm Länge gefangen.
1928 bauten die Brewster Brothers aus Seebe am Sunburst Lake eine Hütte. Die Sunburst Cabin wurde von Pat Brewster betrieben, bis sie diese 1949/50 an Elizabeth Rummel verkaufte. Nach der Pensionierung von Elizabeth „Lizzie“ Rummel 1970 wurde das Sunburst Camp zu einem Jugendcamp umfunktioniert und schlussendlich von BC Parks übernommen.  Heute dient die Hütte als Unterkunft für Ranger.